# Sophora wightii
Sophora wightii é uma espécie vegetal da família Fabaceae.
Apenas pode ser encontrada na Índia.